# Agano

Agano (阿賀野市 Agano-shi?) este un municipiu din Japonia, prefectura Niigata.

## Legături externe
Materiale media legate de municipiul Agano la Wikimedia Commons